# Università federale dell'Acre
L'Università Federale dell Acre (in portoghese: Universidade Federal do Acre, sigla UFAC) è un'università pubblica brasiliana dell'Acre, fondata il 18 dicembre 1964. I suoi campus si trovano nelle città di Rio Branco, Cruzeiro do Sul e Brasiléia. L'Università è tra le 250 migliori in America Latina.

## Storia
Il 25 marzo 1964, con il decreto statale n. 187, pubblicato nella Gazzetta ufficiale dello stato, il 4 aprile dello stesso anno, nacque la Facoltà di giurisprudenza (legge statale n. 15 dell'8 settembre) del 1964), che sarebbe stato riconosciuto dal parere n. 660, del 4 settembre 1970, del Consiglio federale della pubblica istruzione, e dal decreto presidenziale n. 67.534 dell'11 novembre 1970.Operando efficacemente come istituzione federale dal 5 aprile 1974, ai sensi della legge n. 6.025, l'UFAC ha iniziato a lavorare con 857 studenti iscritti. All'epoca offriva corsi di giurisprudenza, economia, letteratura, pedagogia, matematica e studi sociali.

## Processo di ammissione
Nel 2012, l'UFAC si è iscritta all'Esame di scuola superiore nazionale (in portoghese: Exame Nacional do Ensino Médio, sigla Enem). Pertanto, l'ammissione a questa università è possibile solo attraverso Enem. L'UFAC utilizza Sistema di Selezione Unificato (in portoghese: Sistema de Seleção Unificada, sigla SiSU), del Ministero della Pubblica Istruzione. Lo studente deve registrarsi sul sito web del sistema  per l'Esame del Liceo Nazionale e attendere l'analisi delle sue prestazioni per scoprire se ha superato o meno l'ammissione.